# Освіта Черкаської області
Освіта Черкаської області представлена закладами дошкільної, загальної середньої (шкільної), позашкільної, професійно-технічної та вищої освіти. Освіта в області має розгалужену систему різноманітних закладів від дитячих садочків до університетів як державної, так і приватної власності.

## Обласне управління
Освітою в області керує Департамент освіти і науки Черкаської обласної державної адміністрації — 18000, м. Черкаси, Бульвар Шевченка, 185.ua, сайт), керівником якого є Данилевський Валерій Вікторович.
Департаменту підпорядковуються 47 відділів освіти у регіонах, 19 професійно-технічних закладів освіти, 23 заклади вищої освіти І-ІІ рівнів акредитації та Черкаський обласний інститут післядипломної освіти педагогічних працівників.

### Структурні підрозділи у регіонах
Департамент має свої підрозділи в усіх регіонах області:
| Підрозділ | Адреса                                                                             | Керівник                       | К-ть шкіл | К-ть садочків | Сайт                                      |
| --- | ---------------------------------------------------------------------------------- | ------------------------------ | --------- | ------------- | ----------------------------------------- |
| Відділ освіти Ватутінської міської ради | 20250, м. Ватутіне, вул. Сонячна, 23                                               | Бурбело Сергій Михайлович      | 4         | 4             | Сайт                                      |
| Відділ освіти Городищенської районної державної адміністрації                                                                                   | 19500, Городищенський район, м. Городище, вул. Миру, 60/2                          | Кирпатий Микола Миколайович    | 19        | 16            | Сайт                                      |
| Відділ освіти Драбівської районної державної адміністрації                                                                                      | 19800, Драбівський район, смт. Драбів, вул. Центральна, 69                         | Рудченко Тамара Василівна      | 29        | 36            | Сайт                                      |
| Відділ освіти Жашківської районної державної адміністрації                                                                                      | 19200, Жашківський район, м. Жашків, вул. Соборна, 56                              | Волицька Ірина Олександрівна   | 20        | 19            | Сайт                                      |
| Відділ освіти Звенигородської районної державної адміністрації                                                                                  | 20200, Звенигородський район, м. Звенигородка, просп. Шевченка, 63                 | Кочерга Лариса Анатоліївна     | 33        | 29            | Сайт                                      |
| Відділ освіти Золотоніської міської ради та виконавчого комітету                                                                                | 19700, м. Золотоноша, вул. Шевченка, 70                                            | Строкань Ольга Миколаївна      | 9         | 7             | Сайт                                      |
| Відділ освіти Золотоніської районної державної адміністрації                                                                                    | 19700, м. Золотоноша, вул. Садовий проїзд, 3                                       | Денисенко Валентина Василівна  | 34        | 33            | Сайт                                      |
| Відділ освіти Кам'янської районної державної адміністрації                                                                                      | 20813, Кам'янський район, с. Косарі, вул. Перемоги, 7                              | Глагола Іван Іванович          | 11        | 10            | Сайт                                      |
| Відділ освіти Канівської міської ради | 19000, м. Канів, вул. Шевченка, 49                                                 | Голда Надія Анатоліївна        | 6         | 8             | Сайт                                      |
| Відділ освіти, молоді та спорту Канівської районної державної адміністрації                                                                     | 19000, м. Канів, вул. Героїв Небесної Сотні, 60                                    | Бабенко Анна Миколаївна        | 15        | 14            | Сайт                                      |
| Відділ освіти, молоді та спорту Катеринопільської районної державної адміністрації                                                              | 20500, Катеринопільський район, смт. Катеринопіль, вул. Соборна, 16                | Міненко Ірина Борисівна        | 12        | 18            | Сайт                                      |
| Відділ освіти Корсунь-Шевченківської районної державної адміністрації                                                                           | 19400, Корсунь-Шевченківський район, м. Корсунь-Шевченківський, вул. Шевченка, 35  | Грушевська Оксана Миколаївна   | 14        | 23            | Сайт                                      |
| Відділ освіти Лисянської районної державної адміністрації                                                                                       | 19300, Лисянський район, смт. Лисянка, вул. Площа Миру, 27                         | Гнатюк Лілія Миколаївна        | 10        | 27            | Сайт                                      |
| Відділ освіти Маньківської районної державної адміністрації                                                                                     | 20100, Маньківський район, смт. Маньківка, вул. Шевченка, 19                       | Безверхий Юрій Миколайович     | 19        | 21            | Сайт[недоступне посилання з липня 2019]   |
| Відділ освіти Монастирищенської районної державної адміністрації                                                                                | 19100, Монастирищенський район, м. Монастирище вул. Соборна, 121                   | Ганжала Тетяна Степанівна      | 26        | 32            | Сайт                                      |
| Управління освіти, молоді та спорту Смілянської міської ради                                                                                    | 20700, м. Сміла, вул. Перемоги, 18                                                 | Незнанова Наталія Олексіївна   | 16        | 16            | Сайт                                      |
| Відділ освіти Смілянської районної державної адміністрації                                                                                      | 20700, м. Сміла, вул. Незалежності, 37                                             | Мельник Василь Миколайович     | 21        | 22            |                                           |
| Відділ освіти Тальнівської районної державної адміністрації                                                                                     | 20401, м. Тальне, вул. Соборна, 28                                                 | Коваль Лариса Вікторівна       | 25        | 25            | Сайт                                      |
| Відділ освіти Уманської міської ради | 20300, м. Умань, вул. Костельна, 12                                                | Мельник Оксана Іванівна        | 20        | 23            | Сайт                                      |
| Відділ освіти, молоді та спорту Уманської районної державної адміністрації                                                                      | 20300, м. Умань, вул. Залізняка, 2а                                                | Бондар Борис Борисович         | 26        | 34            | Сайт                                      |
| Відділ освіти Христинівської районної державної адміністрації                                                                                   | 20001, Христинівський район, м. Христинівка, вул. Соборна, 47                      | Марченко Людмила Володимирівна | 21        | 26            | Сайт                                      |
| Департамент освіти та гуманітарної політики Черкаської міської ради                                                                             | 18000, м. Черкаси, вул. Гоголя, 251                                                | Воронов Сергій Павлович        | 43        | 53            | Сайт                                      |
| Відділ освіти Черкаської районної державної адміністрації                                                                                       | 18003, м. Черкаси, вул. В'ячеслава Чорновола, 157                                  | Григорчук Людмила Василівна    | 24        | 24            | Сайт                                      |
| Відділ освіти Чигиринської районної державної адміністрації                                                                                     | 20901, Чигиринський район, м. Чигирин, вул. Б.Хмельницького, 13/а                  | Невгоденко Катерина Григорівна | 19        | 18            | Сайт                                      |
| Відділ освіти Чорнобаївської районної державної адміністрації                                                                                   | 19900, Чорнобаївський район, смт. Чорнобай, вул. Центральна, 154                   | Піддубна Раїса Василівна       | 30        | 30            | Сайт                                      |
| Відділ освіти, у справах сім'ї, молоді та спорту Шполянської районної державної адміністрації                                                   | 20603, Шполянський район, м. Шпола, вул. Соборна, 18                               | Вербівський Павло Євгенович    | 23        | 27            | Сайт                                      |
| В новостворених об'єднаних територіальних громадах                                                                                              |                                                                                    |                                |           |               |                                           |
| Відділ освіти, молоді та спорту, культури, туризму, зовнішніх зв’язків та охорони здоров’я Балаклеївської сільської ради                        | 20722, вул. Незалежності, с. Балаклея, Черкаська обл., Смілянський район           |                                | 5         | 4             |                                           |
| Відділ освіти Баландинської сільської ради | 20843, Черкаська обл., Кам'янський р-н, с. Баландине, вул. Шевченка, буд. 21       |                                | 1         |               |                                           |
| Відділ освіти виконавчого комітету Березняківської сільської ради                                                                               | 20746, Черкаська область , Смілянський район , с. Березняки, вул. Химичів, 1а      |                                | 2         | 2             |                                           |
| Відділ освіти, культури, туризму, молоді, спорту виконавчого комітету Білозірської сільської ради                                               | 19635, Черкаський район, с. Білозір'я, вул. Незалежності, 168                      | Валантирець Наталія Василівна  | 2         | 2             |                                           |
| Відділ освіти, культури, молоді та спорту виконавчого комітету Бобрицької сільської ради                                                        | 19030, Черкаська обл., Канівський р-н, с. Литвинець, вул. Гайдамацька, буд. 2      |                                | 2         | 2             |                                           |
| Центр фінансово-господарського та навчально-методичного забезпечення закладів освіти і культури Бужанської сільської ради                       | 19333, вул. Набережна 15, с. Бужанка, Лисянського р-ну                             |                                | 1         | 4             |                                           |
| Відділ освіти, культури та спорту Бузівської сільської об'єднаної громади                                                                       | Жашківський район, с. Бузівка, вул. Свободи, 1                                     | Федорчук Росіна Володимирівна  | 1         | 2             |                                           |
| Відділ освіти, охорони здоров'я та соціально-культурної сфери Буцької селищної ради                                                             | 20114, Маньківський район, смт. Буки, вул. Центральна, 28                          | Залізняк Сергій Степанович     | 2         | 3             |                                           |
| Відділ освіти, культури, молоді та спорту і організації надання соціальних послуг Великохутірської ОТГ                                          | 19854, Черкаська обл., Драбівський район, с. Великий Хутір, вул. Куниці, 10        |                                | 2         | 3             |                                           |
| Відділ освіти, культури, туризму, молоді і спорту Вільшанської селищної ради                                                                    | 19523, Черкаська область, Городищенський район, смт. Вільшана, вул. Шевченка, 190  |                                | 5         | 4             |                                           |
| Відділ освіти, соціального обслуговування і захисту населення виконавчого комітету Водяницької сільської ради                                   | 20232, Черкаська обл., Звенигородський р-н, с.Водяники, вул..Б.Хмельницького,60; s |                                | 3         | 2             |                                           |
| Відділ освіти Дмитрушківської сільської ради | 20332, Черкаська область, Уманський район, с.Дмитрушки, вул.Петропавлівська 19     |                                | 3         | 6             |                                           |
| Відділ освіти та культури виконавчого комітету Єрківської селищної ради                                                                         | 20505, Катеринопільський район, смт. Єрки, вул. В. Чорновола 2                     | Сагало Інна Петрівна           | 1         | 3             |                                           |
| Відділ освіти Жашківської міської ради | 19201, Жашківський район, м. Жашків, вул. Соборна, 56                              | Савицька Валентина Миколаївна  | 7         | 8             | Сайт[недоступне посилання з вересня 2019] |
| Гуманітарний відділ Зорівської сільської ради                                                                                                   | Золотоніський район, с. Зорівка, вул. Ростанців                                    | Рудь Наталія Григорівна        | 3         | 3             |                                           |
| Відділ освіти Іваньківської об'єднаної територіальної громади                                                                                   | 20132, Черкаська область, Маньківський район, с. Іваньки, вул. Ігоря Щербини 35    |                                | 1         | 3             |                                           |
| Сектор освіти, культури, молоді та спорту Іркліївської сільської ради                                                                           | 19950, Чорнобаївський район, с. Іркліїв, вул. Б.Хмельницького, 7                   |                                | 4         | 3             |                                           |
| Відділ освіти, культури, молоді та спорту виконавчого комітету Кам'янської міської ради                                                         | Кам'янський район, м. Кам'янка                                                     | Могилка Анатолій Петрович      | 6         | 5             |                                           |
| Відділ освіти Матусівської об'єднаної територіальної громади                                                                                    | Шполянський район, с. Матусів                                                      | Денисенко Людмила Миколаївна   | 3         | -             |                                           |
| Відділ освіти, охорони здоров'я, культури, молоді та спорту виконавчого комітету Михайлівської сільської ради                                   | 20825, Кам'янський район, с. Михайлівка, вул. Героїв Майдану, 27                   | Морозова Валентина Анатоліївна | 3         | 3             |                                           |
| Відділ освіти, культури та спорту виконавчого комітету Мліївської сільської ради                                                                | 19511, Городищенський район, с. Мліїв, вул. Д.Кушніра, 67                          | Миндра Олександр Віталійович   | 3         | 3             |                                           |
| Відділ освіти Мокрокалигірської сільської ради                                                                                                  | 20540, Катеринопільський район, с. Мокра Калигірка, вул. Богдана Хмельницького, 21 |                                | 2         | 4             |                                           |
| Відділ освіти Паланської сільської ради | 20340, Уманський район, с. Паланка, вул. Грушевського, 11                          | Кузьменко Ігор Андрійович      | 8         | 8             |                                           |
| Відділ освіти, культури, молоді та спорту, туризму, зовнішніх зв'язків та охорони здоров'я Ротмістрівської сільської ради                       | 20726, Смілянський район, с. Ротмістрівка, вул. Михайлівська, 18                   | Ярута Тетяна Вікторівна        | 4         | 4             |                                           |
| Відділ освіти Соколівської сільської ради | 19253, Жашківський район, с. Соколівка, вул. Шкільна, 10                           | Дядило Наталія Миколаївна      | 2         | 4             |                                           |
| Відділ освіти, культури, молоді та спорту виконавчого комітету Стеблівської селищної ради                                                       | 19451, Корсунь–Шевченківський район, смт. Стеблів, вул. Партизанська, 4            |                                | 4         | 1             |                                           |
| Відділ освіти, молоді та спорту Степанецької сільської ради                                                                                     | 19031, Канівський район, с. Степанці, вул. Лісна, 4                                | Дорошенко Тетяна Миколаївна    | 2         | 4             | Сайт                                      |
| Відділ освіти, охорони здоров'я, культури, туризму, молоді, спорту та з питань захисту дітей виконавчого комітету Степанківської сільської ради | Черкаський район, с. Степанки, вул. Героїв України, 124                            | Чекаленко Ігор Миколайович     | 2         | 2             |                                           |
| Відділ освіти, молоді та спорту Тальнівської міської ради                                                                                       | 20400, Тальнівський район, м. Тальне, вул. Соборна, 30Б                            |                                | 6         | 9             |                                           |
| Відділ освіти, у справах сім'ї, молоді та спорту, культури й туризму Шполянської міської ради                                                   | 20603, Шполянський район, м. Шпола, вул. Лозуватська, 59                           | Каландирець Ірина Іванівна     | 7         | 4             |                                           |

### Заклади професійно-технічної освіти
| Навчальний заклад                                                               | РА | Адреса                                                                      |
| ------------------------------------------------------------------------------- | -- | --------------------------------------------------------------------------- |
| Багатопрофільний регіональний центр професійної освіти у Черкаській області     | -  | Катеринопільський район, с. Мокра Калигірка, вул. Шкільна, 21               |
| Буцький політехнічний професійний ліцей                                         | -  | Маньківський район, смт. Буки, вул. Центральна, 2                           |
| Городищенський професійний ліцей                                                | -  | Городищенський район, м. Городище, вул. Індустріальна, 5                    |
| Жашківський аграрно-технологічний професійний ліцей                             | -  | Жашківський район, м. Жашків, вул. Перемоги, 38                             |
| Звенигородський центр підготовки і перепідготовки робітничих кадрів             | -  | Звенигородський район, м. Звенигородка, вул. Кірова, 38                     |
| Золотоніський професійний ліцей                                                 | -  | м. Золотоноша, вул. Шевченка, 33                                            |
| Іркліївський професійний аграрний ліцей                                         | -  | Чорнобаївський район, с. Іркліїв, вул. Родини Требінських, 50               |
| Канівське вище професійне училище                                               | -  | м. Канів, вул. Енергетиків, 143                                             |
| Корсунь-Шевченківський професійний ліцей                                        | -  | Корсунь-Шевченківський район, м. Корсунь-Шевченківський, вул. Перемоги, 226 |
| Лисянський професійний аграрний ліцей                                           | -  | Лисянський район, смт. Лисянка, вул. Гетьманський шлях, 50                  |
| Монастирищенський професійний ліцей                                             | -  | Монастирищенський район, м. Монастирище, вул. Соборна, 129                  |
| Смілянський центр підготовки і перепідготовки робітничих кадрів                 | -  | м. Сміла, вул. Мазура, 26                                                   |
| Уманський професійний аграрний ліцей                                            | -  | м. Умань, вул. Залізняка, 4                                                 |
| Уманський професійний ліцей                                                     | -  | м. Умань, пров. Енергетичний, 5                                             |
| Черкаське вище професійне училище                                               | -  | м. Черкаси, вул. Подолинського, 20                                          |
| Черкаське вище професійне училище імені Героя Радянського Союзу Г. Ф. Короленка | -  | м. Черкаси, вул. Смаглія, 6                                                 |
| Черкаський професійний ліцей                                                    | -  | м. Черкаси, вул. Олексія Панченка, 13                                       |
| Черкаський професійний автодорожній ліцей                                       | -  | м. Черкаси, вул. Онопрієнка, 4                                              |
| Черкаське вище професійне училище будівельних технологій                        | -  | м. Черкаси, вул. В'ячеслава Чорновола, 168                                  |

### Заклади вищої освіти І-ІІ рівня акредитації
| Навчальний заклад                                               | РА | Адреса                                                                     |
| --------------------------------------------------------------- | -- | -------------------------------------------------------------------------- |
| Городищенський коледж                                           | -  | Городищенський район, м. Городище, вул. 1-го Травня, 42                    |
| Золотоніський коледж ветеринарної медицини                      | -  | м. Золотоноша, вул. Садовий проїзд, 1                                      |
| Канівський коледж культури і мистецтв                           | -  | м. Канів, вул. Юрія Іллєнка, 24                                            |
| Канівський міжнародний коледж еколого-інформаційної безпеки     | -  | м. Канів, вул. Пилипенка, 14                                               |
| Корсунь-Шевченківський педагогічний коледж імені Т. Г. Шевченка | -  | Корсунь-Шевченківський район, м. Корсунь-Шевченківський, вул. Шевченка, 38 |
| Смілянський коледж харчових технологій                          | -  | м. Сміла, вул. Родини Бобринських, 123                                     |
| Смілянський промислово-економічний коледж                       | -  | м. Сміла, вул. Кармелюка, 80а                                              |
| Тальнівський будівельно-економічний коледж                      | -  | Тальнівський район, м. Тальне, вул. Замкова, 93                            |
| Тальянківський агротехнічний коледж                             | -  | Тальнівський район, с. Тальянки, вул. Свято-Покровська, 80                 |
| Уманське обласне музичне училище імені П. Д. Демуцького         | -  | м. Умань, вул. Садова, 25                                                  |
| Уманський агротехнічний коледж                                  | -  | м. Умань, вул. Незалежності, 21                                            |
| Уманський гуманітарно-педагогічний коледж імені Т. Г. ;Шевченка | -  | м. Умань, вул. Небесної сотні, 33/1                                        |
| Уманський медичний коледж                                       | -  | м. Умань, вул. Незалежності, 20                                            |
| Черкаська медична академія                                      | -  | м. Черкаси, вул. Хрещатик, 215                                             |
| Черкаський музичний коледж ім. С.С. Гулака-Артемовського        | -  | м. Черкаси, вул. Байди Вишневецького, 6                                    |
| Черкаський державний бізнес-коледж                              | -  | м. Черкаси, вул. В'ячеслава Чорновола, 243                                 |
| Черкаський коледж економіки і управління                        | -  | м. Черкаси, вул. Надпільна, 421                                            |
| Черкаський комерційний технікум                                 | -  | м. Черкаси, вул. Смілянська, 84                                            |
| Черкаський кооперативний економіко-правовий коледж              | -  | м. Черкаси, вул. Смілянська, 92                                            |
| Черкаський політехнічний технікум                               | -  | м. Черкаси, вул. Надпільна, 226                                            |
| Черкаський художньо-технічний коледж                            | -  | м. Черкаси, вул. Сумгаїтська, 13                                           |
| Чигиринський економіко-правовий фаховий коледж                  | -  | м. Чигирин, вул. Замкова, 86                                               |
| Шевченківський коледж                                           | -  | Звенигородський район, с. Шевченкове, вул. Шевченка, 74                    |

## Вищі навчальні заклади III-IV рівня акредитації
| Навчальний заклад                                               | РА | Адреса                                            |
| --------------------------------------------------------------- | -- | ------------------------------------------------- |
| Східноєвропейський університет                                  | -  | 18036, м. Черкаси, вул. Нечуя-Левицького, 16      |
| Уманський державний педагогічний університет імені Павла Тичини | -  | 20300, м. Умань, вул. Садова, 2                   |
| Уманський національний університет садівництва                  | -  | 20305, м. Умань, вул. Інститутуська, 1            |
| Черкаський державний технологічний університет                  | -  | 18006, м. Черкаси, бул. Шевченка, 460             |
| Черкаський інститут банківської справи                          | -  | 18028, м. Черкаси, вул. В'ячеслава Чорновола, 164 |
| Черкаський інститут пожежної безпеки імені Героїв Чорнобиля     | -  | м. Черкаси, вул. Онопрієнка, 8                    |
| Черкаський національний університет імені Богдана Хмельницького | -  | 18031, м. Черкаси, бул. Шевченка, 81              |